# セコイア国立公園

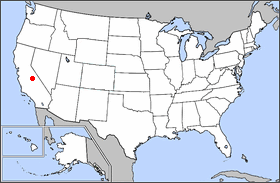
セコイア国立公園の位置

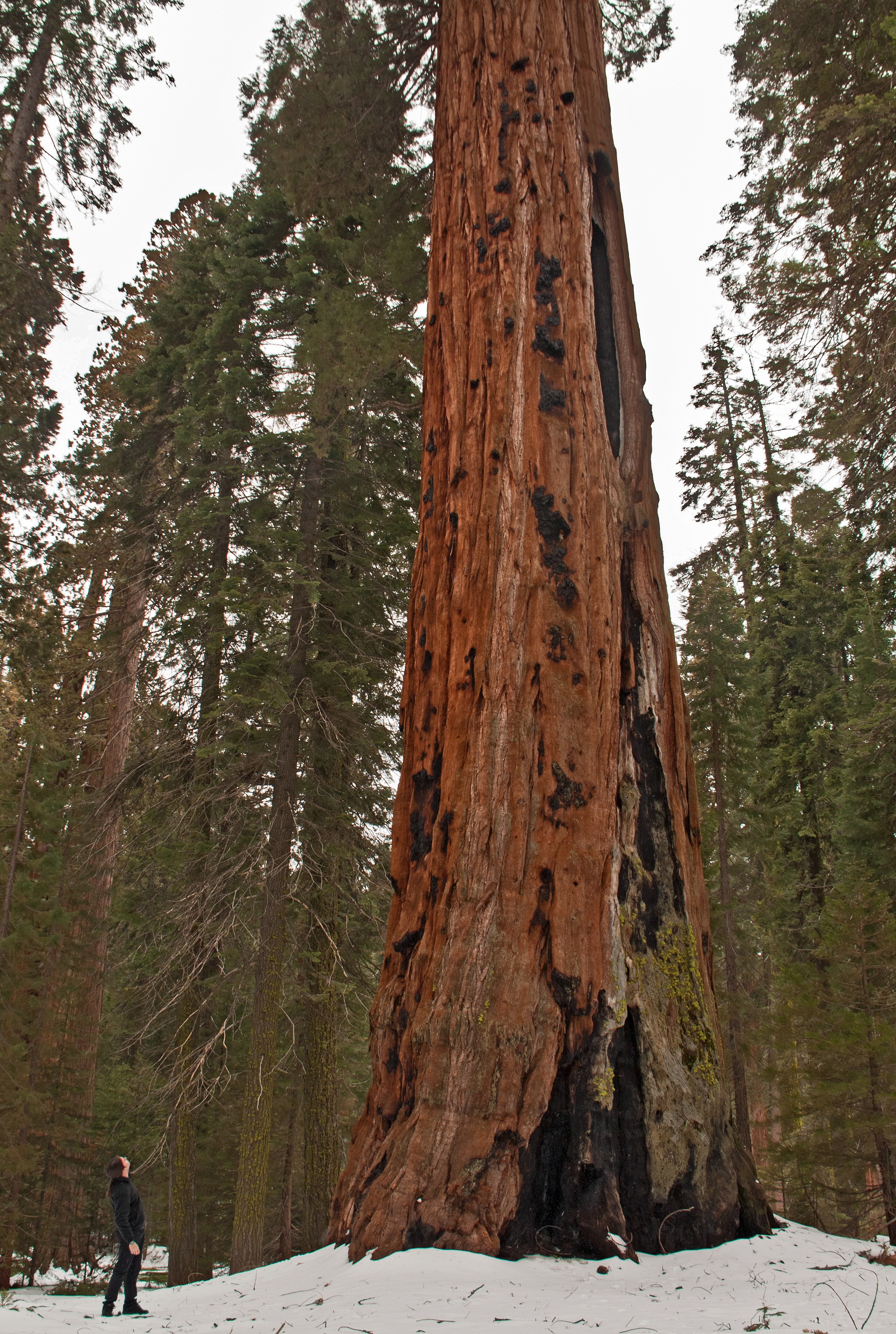
ジャイアント・フォレストにあるジャイアント・セコイア（セコイアデンドロン）の木

セコイア国立公園（せこいあこくりつこうえん、英語: Sequoia National Park）は、シエラネバダ山脈の南部、ヴァイセリア（Visalia）の東にあるアメリカ合衆国国立公園である。イエローストーン国立公園と今は閉鎖されたマッキナク国立公園（Mackinac National Park）に続き、1890年、米国で3番目の国立公園として設立された。公園は、1,635 km²（404,051 エーカー）の広がりを持つ。公園への訪問者は、年間およそ80～100万人（2006年は954,507人）である。公園は、13,000 フィート（3,962.4 m）近くの高低差を持ち、自然資源のほかに、アラスカとハワイを除く米国48州の中で最も標高が高い場所、海抜4,421.1 m（14,505 フィート）のホイットニー山がある。公園は、キングズ・キャニオン国立公園に隣接している。2つの公園は国立公園局によって1つの単位として管理されており、セコイア・キングズキャニオン国立公園と呼ばれている。1970年代にユネスコの生物圏保護区に指定された。
公園は、地球上で最大の巨木、シャーマン将軍の木を始めとする、セコイアデンドロンの木で最も有名である。シャーマン将軍の木は、ジャイアント・フォレスト（Giant Forest）に生えており、そこには体積で世界最大の木10本のうち5本がある。ジャイアント・フォレストは、公園のジェネラルズ・ハイウェイ（Generals Highway）によって、キングズ・キャニオン国立公園の、他のセコイアの木と一緒にグラント将軍の木が生えているグラントの森とつながっている。

## 公園の表側
多くの観光客は、スリー・リバーズ（Three Rivers）の町近くの標高518 m（1700 フィート）のアッシュ山（Ash Mountain）にある南口から公園に入る。アッシュ山の周囲の低い標高の地域には、ブルー・オーク（blue oak）の森林地帯、丘のシャパラル（chapparal）、草原、ユッカ植物、急でなだらかな川の流域からなる、唯一、国立公園局が保護するカリフォルニア丘陵地帯生態系がある。丘陵地帯はまた、多くの野生動物が棲んでいる。この地域では、ボブキャット、キツネ、ジリス（ground squirrel）、ガラガラヘビ、ミュールジカ（mule deer）がよく見られ、ずっとまれではあるが人目を避けるピューマも見られる。ただし、ハイイログマは1924年以前に地域から絶滅した。

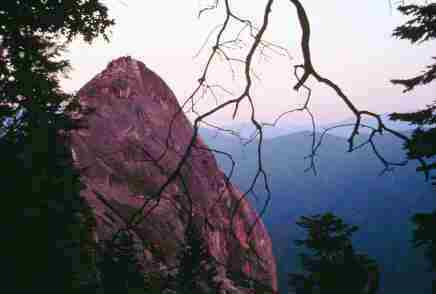
モロ岩（Moro Rock）は、公園の中心にある見晴らしの良い展望台である。

公園内を登っていくと、冬の降雪がどの植物が生き残るかを決める高度に達する。ここに標高およそ5,500 から 9,000 フィート（1,676.4 から 2 743.2 m）の間に広がる山地林の多い針葉樹林帯を見出す。コロラドモミ（white fir）とカリフォルニアアカモミ（red fir）が多く見られるだけでなく、ポンデローサマツ（Ponderosa Pine）、ジェフリーマツ（Jeffrey Pine）、サトウマツ（Sugar Pine）、コントルタマツ（Lodgepole pine）が見られる。さらに標高が高まると、亜高山帯森林、牧草地、クルムホルツおよび高山植物が見られる。巨大なセコイアデンドロンの木、すなわち地球上で最大の生きた木も見られる。春夏の雪解けは、時々、木々の間に傷つきやすいが青々とした牧草地を広げる。この地域では、観光客はしばしばミュールジカ、ダグラスリス（Douglas squirrel）、アメリカグマを見る。アメリカグマは、不注意な観光客が残した食料を盗むため誰も乗っていない車に入り込むことで知られている。

## 公園の裏側
公園の大部分は、道路のない原野である。実際、多くの観光客が驚くことに、公園内でシエラ・ネバダ山脈を横切る道は1本もない。このため公園の84%以上の地域は自然保護地域に指定されており、 徒歩又は馬でのみ行くことができる。
セコイア国立公園の奥地は、広大な高山アルプスの驚異を見せてくれる。そこはハイ・シエラ（High Sierra）で最も標高の高い地域であり、公園の東の境界にあるホイットニー山があり、ジャイアント・フォレストからハイ・シエラ山道（High Sierra Trail）を通って行くことができる。この56 km（35 マイル）の山道に沿った旅行者の道で、奥地の保養地ベアポー草原（Bearpaw Meadow）に着く前にグレート・ウェスタン分水嶺（Great Western Divide）のちょうど手前でおよそ16km（10 マイル）の山地林を通過する。
ベアポー草原では、丸太作りのテント小屋と季節になると公園に住み込む従業員が作るグルメ向きの食事が供される。
カウィーア・ギャップ（カウェア・ギャップ、Kaweah Gap）経由でグレート・ウェスタン分水嶺を越えてハイ・シエラ山道（High Sierra Trail）に沿って進み続けると、特徴的なＶ字谷を持つカウィーア川（カウェア川、Kaweah River）流域から、カーン川（Kern River）流域を通り過ぎる。カーン川流域には古来の断層線があり、このため氷河が最後の氷河期に32 km（20 マイル）近くほとんど完全にまっすぐのＵ字谷を形成した。この谷底には、最寄の道路から少なくとも2日のハイキングが必要だが、カーン峡谷（Kern Canyon）温泉、すなわち疲れたバックパッカーのための人気の休息場所がある。カーン峡谷の谷底から、山道は再びホイットニー山山頂まで2,438 m（8,000 フィート）以上上る。
ホイットニー山で、ハイ・シエラ山道はジョン・ミューア歩道及び壮大なパシフィック・クレスト自然歩道と合流する。パシフィック・クレスト自然歩道は、シエラクレスト沿いに北へ、キングズ・キャニオン国立公園の奥地に続いている。

## 人類史
現在セコイア国立公園を構成する地域は、当初モナケ（Monache）（西モノ（Western Mono））インディアンが住んでいた。彼らは、季節によってはジャイアント・フォレストと同じ高さに住んでいたという証拠も存在するが、主に公園のフットヒル（Foothill）地域にあるカウェア川流域に住んでいた。夏期にインディアンは、東部の種族と交易するため、高山の峠を越えて旅して回ったのだろう。今日まで、公園内のいくつかの場所でモナケ族の主食であるドングリを加工するために用いられたすり鉢だけでなく、絵文字をみつけることができる。特にホスピタル・ロック（Hospital Rock）とポットウィシャ（Potwisha）でみつけることができる。
最初のヨーロッパ人入植者がやってきたときには、天然痘がすでにこの地域に広がり、インディアンの人口を大きく減らしていた。入植してきた最初のヨーロッパ人は、ログ草原（Log Meadow）の隣のジャイアント・フォレストにあるジャイアント・セコイアの倒木をくり抜いた小屋を作ったことで有名なヘイル・サープ（Hale Tharp）であった。サープは、家畜が草原で草を食むことを許したが、同時に森の雄大さに敬意を払い、地域における伐採に反対する戦いを指導した。時々、サープはジョン・ミューア（John Muir）の訪問を受け、ミューアはサープの丸太小屋に泊まった。今日でもなおジャイアント・フォレスト内の元の場所にあるサープの丸太を訪れることができる。
しかし、ジャイアント･セコイアを守ろうというサープの試みは、当初はあまり成功しなかった。1880年代, ユートピア的社会の建設を求めて白人入植者はカウィーア・コロニー（カウェア・コロニー、Kaweah Colony）を設立した。カウェア･コロニーは、セコイアの木を売買するという経済的成功を追求した。しかし、ジャイアント・セコイアの木は、近縁種であるセコイアとは異なり、簡単に裂けるため木材の収穫には適さないことが後に発見された。悲劇的なことに最終的に伐採が止められるまでに何千本もの木が切り倒された。
国立公園局は、ジャイアント・フォレストを1890年にセコイア国立公園に編入した。その設立の年にジャイアント・フォレストにおけるすべての伐採作業は直ちに中止された。
公園は今日の大きさになるまで数十年にわたって何度も拡張されてきた。最近の拡張は1978年に行われた。その年、シエラ・クラブ（Sierra Club）が陣頭指揮を執った草の根運動が、スキー・リゾートとして利用するため公園の南にある高山のかつての採鉱場所を買おうとするウォルト・ディズニー・カンパニーの試みを挫いた。この場所は公園に編入されミネラル・キング（Mineral King）となった。ここは、公園内の開発された場所の中で最も標高が高く、バックパッカーに人気の観光地である。

## 鍾乳洞
そう知られてはいないが、公園内には240 以上の洞窟があり、さらに数百の洞窟がみつかる可能性も秘めている。リルバーン洞窟（Lilburn Cave）はカリフォルニア州最長の洞窟で、長さ30 kmを超える。観光できる洞窟はクリスタル洞（Crystal Cave）だけで、長さ5.5 km、公園内第2位の洞窟である。1918年に発見されたもので、洞内の気温は9 ｡Cと一定している。ガイド付きのコースだけが公開されており、観光客が多いにもかかわらず、洞窟の保存状態は並外れて良い。最近壮大な洞窟群が発見されたが、少数の洞窟の地質や生物を研究する専門家以外は厳しく立ち入りが制限されている。クリスタル洞では洞口部で破壊行為があったため、2003年に保護策がとられた。
ここの洞窟群は、シエラネバダ山脈地帯の他の洞窟と同じく、ほとんどが大理石（結晶質石灰岩）中にできた溶食洞である。大理石は、およそ5千万~1千万年前に地下深くに貫入したシエラネバダ底盤（広域な花崗岩の大貫入岩体）の熱と圧力によって変成した石灰岩である。この1千万年の間、底盤は急速な隆起を続け、表層にあった変成岩類は急激に侵食がすすみ、ついに底盤の花崗岩が地表に露出するようになった。洞窟のある大理石はこの変成岩類の１メンバーである。
シエラ・ネバダ山脈にある洞窟は、ほとんど標高的にはそう高くない（2,100 m以下の）低い地域にあるが、ミネラルキングにあるホワイトチーフ洞窟のように、3,000 mにあるような例もある。これらの洞窟は、季節的に豊かに流れる川によって侵食されたものである。大きな洞窟内にはたいてい地下川がみられたり、かつてはそこを地下川が流れていた痕跡が見られる。
公園内では今も毎年洞窟が発見されている。2003年以降だけで17の洞窟が発見されている。最近の大発見は2006年9月に発見されたもので、アーサマイナー洞（Ursa Minor）と名付けられた。本公園の洞窟群は科学者や洞窟探検家から、その美しさや多様性、固有の洞穴生物について高い評価が与えられている。

## アトラクション

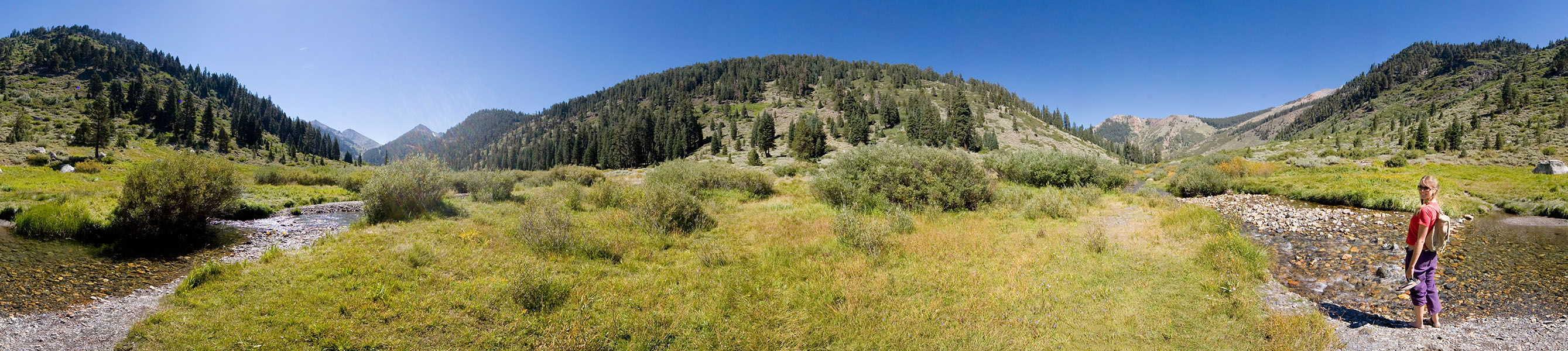
アトウェルミル（Atwell Mill）の近くでのハイキング

ハイキング、キャンプ、釣り、トレッキングに加え、次の名所を多くの観光客が訪れる。
- トンネル・ログ（Tunnel Log）、自動車が通り抜けられるセコイアの倒木
- クリスタル洞（英語版）（Crystal Cave）は1918年来保護されており、セコイア国立公園及びキングズ・キャニオン国立公園内に200以上ある洞窟群の中で唯一観光ができる。
- 三日月草原（Crescent Meadow）は、セコイアで縁取られた、ジョン・ミューアが「シエラの宝石」と呼んだ草原

公園内のキャンプ場は、山麓部に3つ、すなわち、ポットウィシャ（42箇所）、バックアイ・フラット（Buckeye Flat）（28箇所）、サウス・フォーク（South Fork）（10箇所）である。より高い、針葉樹が多く見られる場所にある4つのキャンプ場は、6,650 to 7,500 フィートにちらばっている。すなわち、アトウェル・ミル（Atwell Mill）（21箇所）、コールド・スプリングス（Cold Springs）（40箇所）、ロッジポール（Lodgepole）（214箇所）、ドースト（Dorst）（204箇所）である。

## MacOS
| サブスタブ | この項目は、まだ閲覧者の調べものの参照としては役立たない、書きかけの項目です。この項目を加筆・訂正などしてくださる協力者を求めています。このテンプレートは分野別のサブスタブテンプレートやスタブテンプレート（Wikipedia:分野別のスタブテンプレート参照）に変更することが望まれています。 |

AppleのWWDC2024で正式にmacOS 15のコードネームに採用された。

## ギャラリー

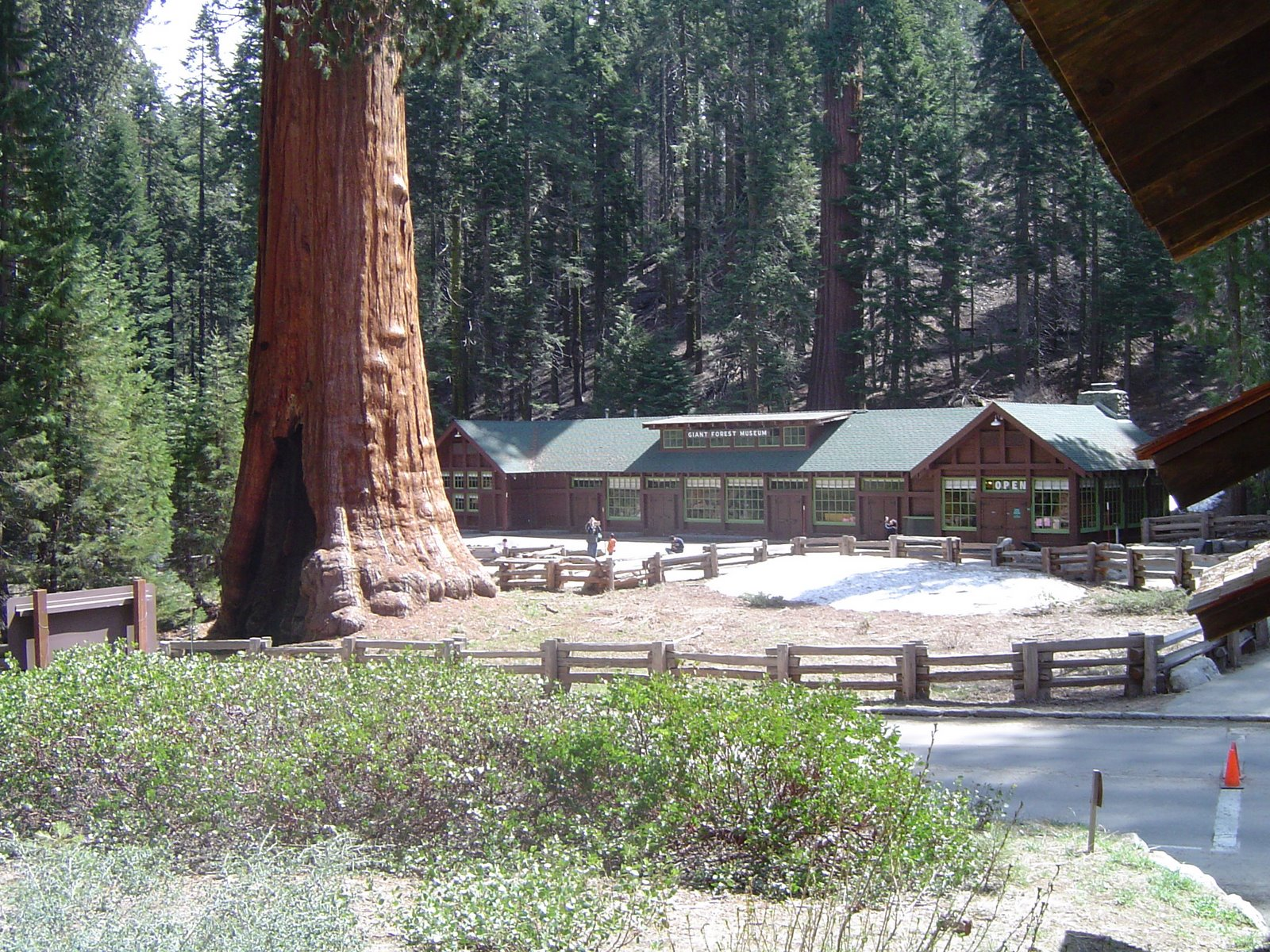
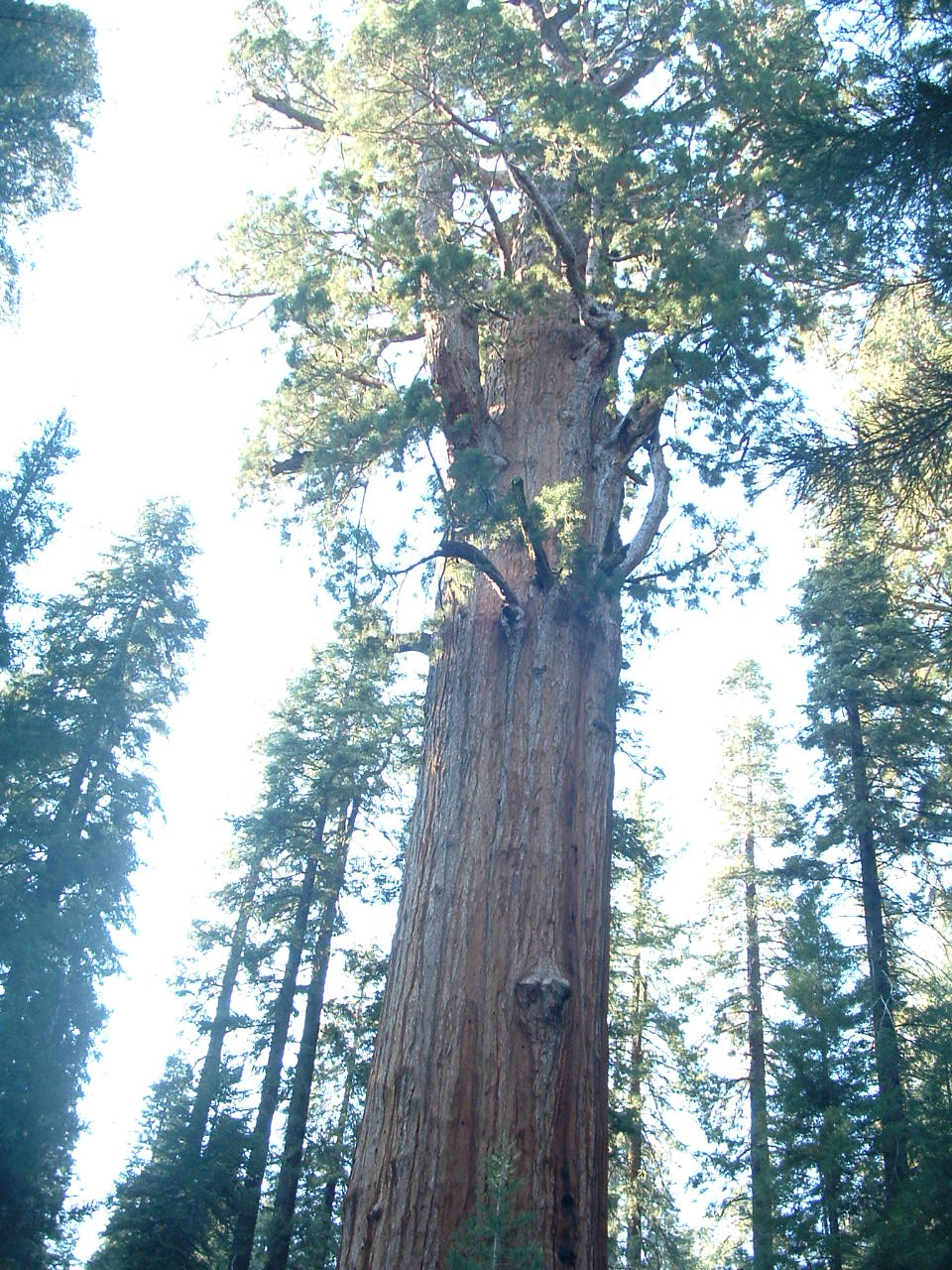
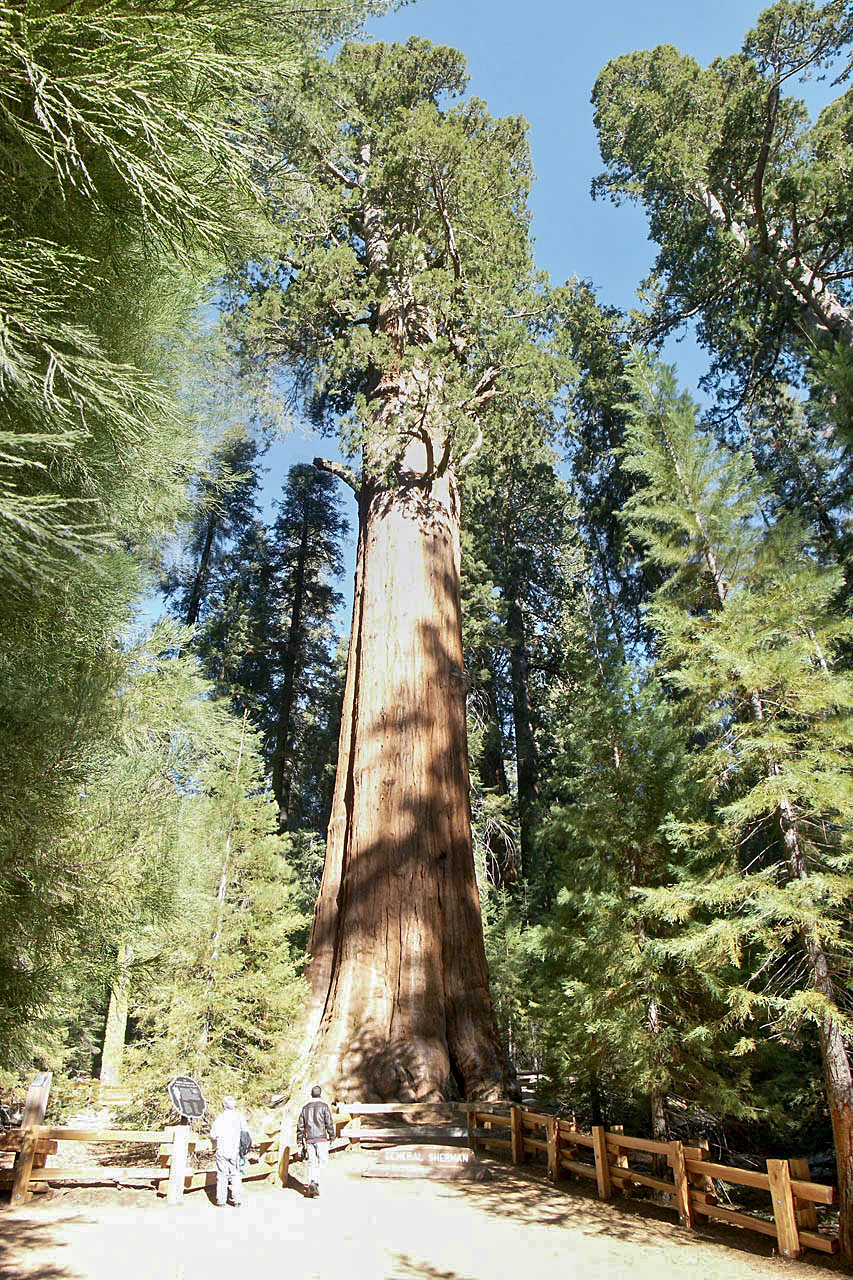
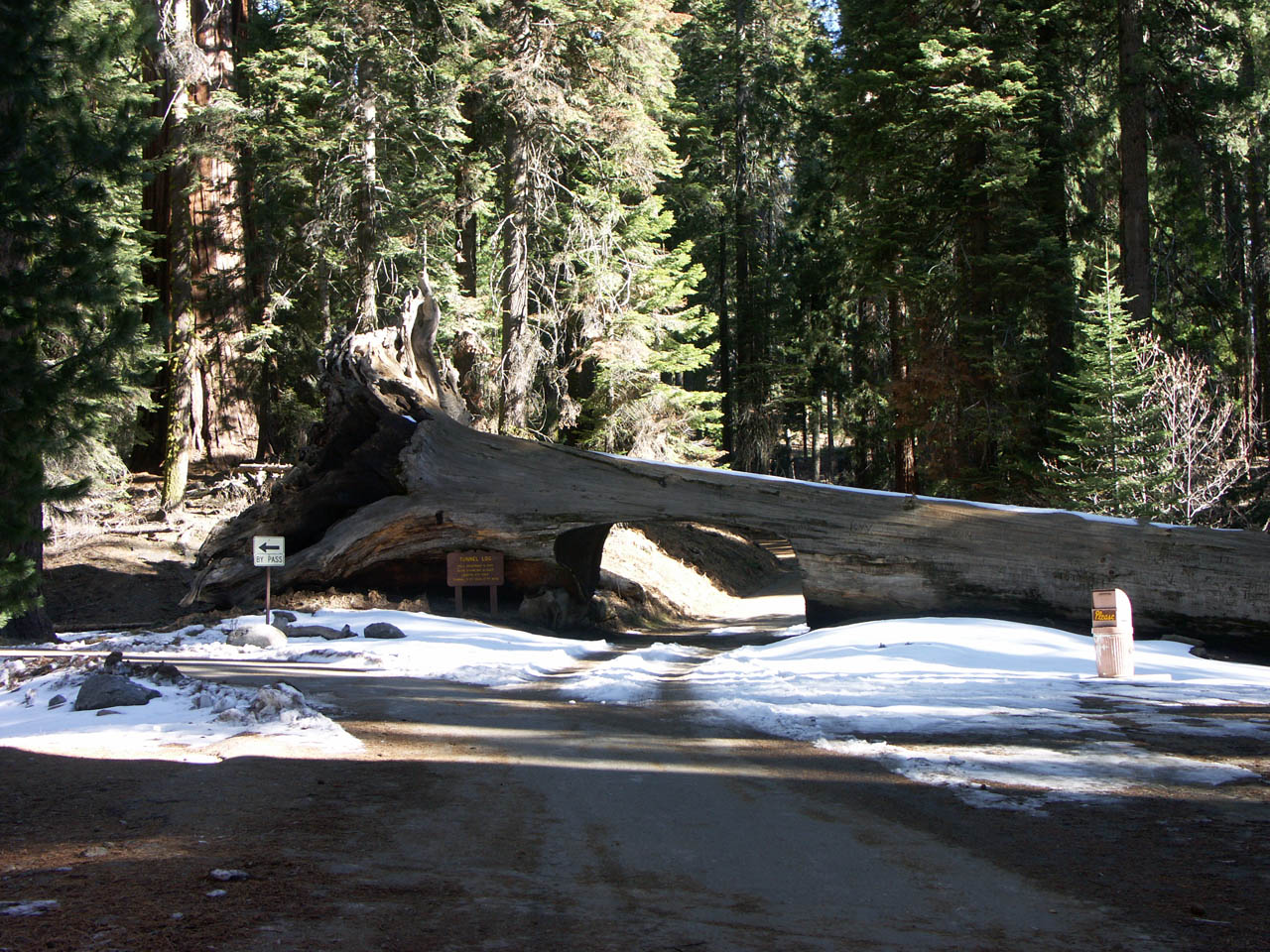